# Atrichopogon brevistilus
Atrichopogon brevistilus är en tvåvingeart som beskrevs av Jean-Jacques Kieffer 1913. Atrichopogon brevistilus ingår i släktet Atrichopogon och familjen svidknott. Inga underarter finns listade i Catalogue of Life.